# ملند
ملند (به عربی: الملند) یک روستا در سوریه است که در ناحیه الجانودیه واقع شده‌است. ملند ۲٬۵۵۱ نفر جمعیت دارد.